# Connarus martii
Connarus martii är en tvåhjärtbladig växtart som beskrevs av Schellenb.. Connarus martii ingår i släktet Connarus och familjen Connaraceae. Inga underarter finns listade i Catalogue of Life.